# Philippe Krümm
Philippe Krümm est un journaliste dans le domaine de la musique traditionnelle et un spécialiste des instruments à anche libre.
Il a fait des études d’ethnomusicologie à Nanterre et est ancien élève de la section organologie du conservatoire supérieur de musique de Paris.

## Activités
Parmi ses nombreuses activités, on peut retenir qu'il est cofondateur de Trad Magazine aux côtés de Roland Delassus par la fusion des fanzines Le Tambourineur et Anche Libre, qu'il fut membre du folk-club Le Bourdon et de l’Association des musiciens routiniers.

## Activités professionnelles
- Fondateur des labels de musique enregistrée Silex et Cinq Planètes.
- En 1982 et 1989, le ministère de la culture le nomme chargé de mission pour les musiques traditionnelles.
- Directeur du festival de Saint-Chartier (aujourd'hui Le Son Continu à Ars).
- Il est aujourd'hui journaliste auprès de Radio France.
- Conférencier[1]
- Activités auxiliaires : conteur et historien de sa propre histoire, humour à compte d'auteur.

### Auteur
- L'accordéon, quelle histoire !, éditions Parigramme Eds, 2012
- Les nouvelles musiques traditionnelles, éditions AFAA, avec Jean-François Dutertre 2009
- Les chevaux de trait, éditions du Rouergue, par Colette Gouvion, Philippe Krümm et Philippe Rocher, 1998

### Photographe
- Les haricots sont pas salés - Musiciens cajuns en Louisiane, recueil de photographies, par Philippe Krümm et Daniel Rouiller, 1979